# Attitude contre-phobique
L'attitude contre-phobique est une réponse à l'anxiété dont la source est activement recherchée afin de la surmonter.
Contrairement au trouble de la personnalité évitante, le contre-phobique recherche ce qui est redouté ; les codépendents peuvent tomber dans une sous-catégorie de ce groupe en dissimulant leurs craintes de l'attachement.

## Action
Les activités irresponsables sont souvent entreprises dans un esprit contre-phobique, comme un déni des craintes qui leur sont rattachées. L'acting out peut avoir une source contre-phobique, reflétant un faux self compulsif afin de préserver un sentiment de puissance et de contrôle.
Le sexe est un domaine clé pour l'activité contre-phobique, alimentant l'hypersexualité de certaines personnes qui ont en réalité peur des objets qu'elles croient aimer. Les adolescents craignant certains jeux sexuels peuvent développer une sorte de sexualité parasite pour pallier cela ; les adultes peuvent surévaluer le sexe pour couvrir une peur inconsciente des dommages qu'elle peut leur causer. Une telle approche contre-phobique peut en effet être valorisée socialement, ; Ken Wilber a écrit à ce sujet en disant qu'il s'agissait d'« une superficialité exubérante et sans peur ».
Les accidents de la circulation sont liés à une attitude maniaque contre-phobique du pilote.

## Langage
Julia Kristeva a considéré que le langage pouvait être utilisé par l'enfant comme un objet contre-phobique en se protégeant contre l'anxiété et la perte.
L'Ego psychology souligne que les ambiguïtés du langage et les significations littérales peuvent briser l'attitude contre-phobique, et faire retourner l'enfant à un état de peur.

## Freud
Didier Anzieu a perçu la théorie psychanalytique de Freud comme un moyen de défense contre-phobique de l'angoisse par l'intellectualisation : la rumination permanente sur le monde émotionnel instinctif est l'objet réel de la peur.
Wilhelm Fliess a été considéré comme jouant le rôle d'objet contre-phobique de Freud au cours de la période d'auto-analyse de ce dernier.

## Thérapie
Otto Fenichel a considéré que les défenses contre-phobiques systématisées constituaient seulement une première étape dans la thérapie, devant être suivie par une analyse de l'origine de l'anxiété elle-même. Il a aussi considéré que le traumatisme psychologique pouvait briser les défenses contre-phobiques avec des résultats qui « peuvent être très douloureux pour le patient, mais qui sont, d'un point de vue thérapeutique, favorables ».
David Rapaport a souligné la nécessité de la prudence et de l'analyse approfondie des défenses contre-phobiques.

## Exemples culturels
L'attrait pour les films d'horreur a été vu comme un élan contre-phobique.
Les acteurs ont souvent une personnalité timide, libéré contre-phobiquement en situation de performances.
Sick, le documentaire sur l'artiste performeur masochiste Bob Flanagan, explique l'attitude contre-phobique de Flanagan qui cherchait à échapper à la douleur chronique de sa fibrose kystique en se livrant à des actes extrêmes de masochisme.
En lien avec de nombreux autres facteurs psychologiques, certaines personnes qui souhaitent mener des activités étiquetées « interdites », « not safe », etc. leur permettent en fait d'abaisser l'attitude phobique initiale.

### Lectures supplémentaires
- Ernst Kris, 'Ego Development and the Comic', The International Journal of Psychoanalysis XIX (1938)
- Nina Searl, 'The Flight to Reality', The International Journal of Psychoanalysis X (1929)
- Thomas S. Langer, Choices for Living (2002)